# Megumi Han
Pour les articles homonymes, voir Han.
Megumi Han (潘 めぐみ, Han Megumi), née le 3 juin 1989 à Tokyo, est une seiyū japonaise.

## Rôles

### Anime
- Amagi Brilliant Park : Latifah Fleuranza
- Devilman Crybaby : Makimura Miki
- Digimon Fusion : Airu Suzaki, Employée B, Joueuse de Baseball
- Fruits Basket (2019) : Momiji Sôma
- Hunter x Hunter : Gon Freeccs, Clook
- Little Witch Academia : Atsuko Kagari
- Médaka Box : Tou Kejukuri
- Naruto : Chiyo, Obito Uchiha(enfant), Kurenai Yuuhi
- One Piece : O-Tama
- Oshi no Ko : Kana Arima
- Re:Zero kara Hajimeru Isekai Seikatsu : Hetaro Pearlbaton
- Seven Deadly Sins : Friesia
- Snack World : Chup
- Twin Star Exorcists : Benio Adashino
- BNA : Jacky
- Boku no Kokoro no yabai yatsu : Moeke Sekine
- My Deer Friend Nokotan : Nokotan